# 川村さおり
川村　さおり（かわむら　さおり、1970年1月5日 -）は三重県出身の日本の柔道家。現役時代は56kg級の選手。身長は162cm。

## 人物
昭和女子短大2年の時に体重別の56kg級で決勝まで進むが、荻高校1年の阿武美和に有効で敗れて2位だった。福岡国際では韓国の鄭成淑を破って3位に入ると、ブルガリア国際では国際大会初優勝を飾った。1990年には大池中学の教員となると、体重別では決勝で日本体育大学2年の小竹尚子に1-2の微妙な判定で敗れて2年連続2位にとどまるも、アジア大会代表に選出された。しかし、アジア大会では初戦で台湾のツァイ・シュウヒュイに技ありで敗れると、3位決定戦でも韓国の曺敏仙に有効で敗れて5位に終わった。1992年には体重別で3位になると、強化選手選考会では優勝を飾った。

## 主な戦績
- 1989年 -　体重別　2位
- 1989年　- 福岡国際　3位
- 1990年　- ブルガリア国際　優勝
- 1990年 -　体重別　2位
- 1990年 -　アジア大会　5位
- 1992年 -　体重別　3位
- 1992年 -　強化選手選考会　優勝

(出典、JudoInside.com)